# Manfred Mann
Это статья о группе. О музыканте см. Манфред Манн
Manfred Mann — британская рок-группа, образовавшийся в Лондоне (Англия) в 1962 году, исполнявшая поп-рок с элементами блюза, ритм-энд-блюза, соула и джаза и имевшая успех в чартах, в частности, с синглами «Do Wah Diddy Diddy» (1964), «Pretty Flamingo» (1966), «Semi-Detached Suburban Mr. James» (1966), «Just Like a Woman» (1966), «Ha! Ha! Said the Clown» (1967), «Mighty Quinn» (1968). В период с 1964 по 1968 год группа выпустила восемь долгоиграющих дисков (включая несколько сборников и один саундтрек к кинофильму) и распалась в 1969 году.

## История группы

### Начало
The Mann-Hugg Blues Brothers (таково было первое название коллектива) образовались в Лондоне в декабре 1962 года и оказались в эпицентре клубной блюз-революции рядом с будущими конкурентами, The Rolling Stones и The Yardbirds. В первом составе группы играли клавишник Манфред Мэнн, ударник Майк Хагг, гитарист Майк Викерс, бас-гитарист Дейв Ричмонд и вокалист Пол Джонс, начинавший в группе Алексиса Корнера (вместе с Лонг Джоном Болдри и Миком Джаггером).
В марте 1963 году группа подписала контракт с HMV Records, изменила название на Manfred Mann и в июле дебютировала с инструментальным синглом «Why Should We Not?», за которым последовал (уже вокально-инструментальный) «Cock-A-Hoop».

### Основной период творчества
Первый успех к группе Manfred Mann пришел в 1964 году, когда сингл «5-4-3-2-1» (изначально записанный по заказу телепрограммы «Ready Steady Go!», искавшей себе новую звуковую заставку) поднялся в Британии до 5-го места. Вскоре Ричмонда заменил Том Макгиннесс. Группа приумножила успех двумя следующими синглами: «Hubble Bubble (Toil And Trouble)» и «Do Wah Diddy Diddy» (кавер-версия The Exciters); второй из них возглавил хит-парады Англии и США. В сентябре 1964 года был выпущен первый долгоиграющий диск The Five Faces of Manfred Mann, положительно встреченный критикой и достигший #3 в UK Albums Chart и #141 в Billboard 200.
По мере укрепления своих чарт-позиций Manfred Mann отдалялись от блюзового звучания: теперь они играли поп-рок с соул-привкусом. В этот период членом группы ненадолго становится Джек Брюс, в то время известный лишь по выступлениям с John Mayall's Bluesbreakers. С ним был выпущен второй альбом группы Mann Made (октябрь 1965 г.), также получивший хорошие отзывы критики.
После успеха сингла «If You Gotta Go, Go Now» (#2 UK) Пол Джонс  объявил о решении начать сольную карьеру. В том же году он снялся в фильме «Привилегия» 1967 года режиссёра Питера Уоткинса, который считается культовой классикой. Джонса заменил вокалист Майк Д’Або. Вскоре, сразу же после выхода «Pretty Flamingo» (следующего английского чарт-топпера), Брюс ушел в Cream. Его место занял Клаус Форман (оставшийся в истории, в основном, благодаря более позднему сотрудничеству с The Beatles), а Макгиннесс переключился на гитару. В это же время группа перешла на Fontana Records.
С приходом Д’Або группа смягчила звук, но при этом «заострила перо»: тексты песен стали интереснее, их даже начали сравнивать с поэзией Дилана. В репертуаре стали появляться кавер-версии дилановских песен: за «Just Like a Woman» (первым синглом на Fontana) последовал сингл «Mighty Quinn», достигший позиции № 1 в хит-параде синглов Великобритании (17 февраля 1968). В этом составе был записан третий британский альбом As Is (1966). За ним последовал саундтрек к кинофильму «Up the Junction» (четвёртый британский альбом группы, февраль 1968) и последний, пятый альбом Mighty Garvey! (июнь 1968), включивший в себя хиты «Mighty Quinn» и «Ha! Ha! Said The Clown». Однако разочарованные относительным неуспехом долгоиграющих альбомов и не желая оставаться исключительно «хит-мэйкерами», Мanfred Mann в 1969 году объявили о распаде.

### После распада
Некоторое время Мэнн писал рекламные джинглы, потом образовал экспериментальную джаз-роковую группу Manfred Mann Chapter Three (с Майком Хаггом), которая выпустила два альбома. В 1971 году он собрал новую группу Manfred Mann's Earth Band, в первый состав которой вошли поющий гитарист Мик Роджерс, бас-гитарист Колин Паттенден и барабанщик Крис Слейд. С этой группой Мэнн реализовал свои самые смелые артистические амбиции, а также побывал на вершине списков «Биллборда» (сингл «Blinded by the Light», 1977).
В 1990-х годах возникла группа The Manfreds, в неё вошли бывшие участники Manfred Mann 1960-х годов без самого Манфреда Мэнна. Состав, который попеременно возглавляли Пол Джонс и Майк Д’Або, исполнял хиты 1960-х годов вперемежку с джазовыми композициями. Кроме того, Пол Джонс и Том Макгиннесс (в 1970—1975 годах выступавший со своей группой, McGuinness Flint) начиная с 1978 года составляли творческое ядро The Blues Band.

## Состав

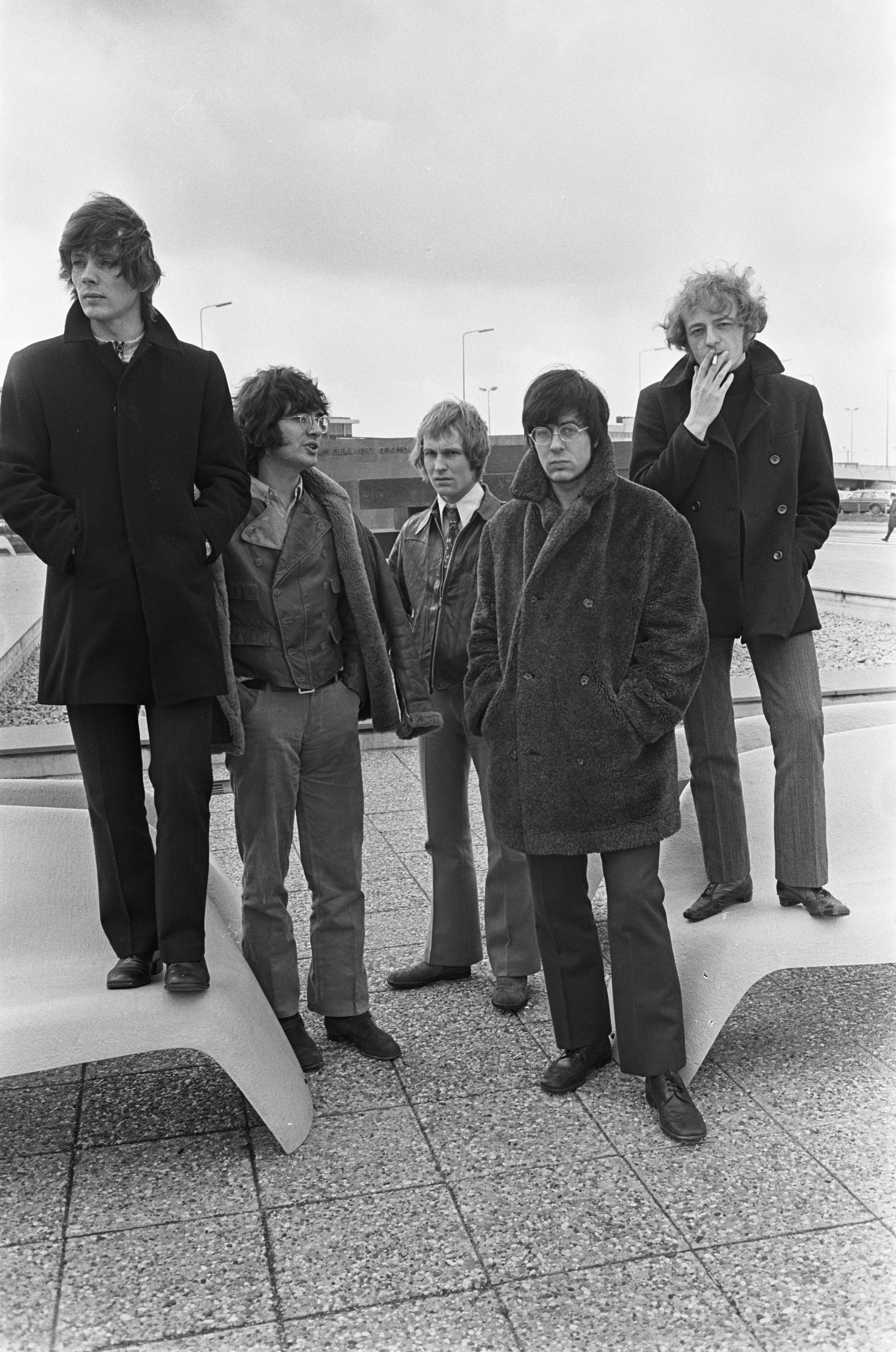
Manfred Mann (1968)

- Манфред Манн — клавишные (1962—1969)
- Майкл Хагг — ударные, вибрафон, клавишные (1962—1969)
- Дейв Ричмонд — бас-гитара (1962—1964)
- Майк Виккерс — гитара, флейта, саксофон (1962—1965)
- Пол Джонс — вокал, губная гармоника (1962—1966)
- Том Макгиннесс — гитара, бас-гитара (1964—1969)
- Джек Брюс — бас-гитара (1965—1966)
- Клаус Форман — бас-гитара (1966—1969)
- Майк Д'Або — вокал, клавишные (1966—1969)
- Glyn Thomas — ударные (Mann Hugg Blues Brothers; 1960—1962)
- Tony Smith — бас-гитара (Mann Hugg Blues Brothers; 1960—1962)

## Дискография

### Долгоиграющие диски (UK)
| Дата выпуска     | Заголовок                                       | UK | Каталоговый номер          |
| ---------------- | ----------------------------------------------- | -- | -------------------------- |
| 11 сентября 1964 | The Five Faces of Manfred Mann                  | 3  | HMV CLP 1731               |
| 15 октября 1965  | Mann Made                                       | 7  | HMV CLP 1911/CSD 1628      |
| 9 сентября 1966  | Mann Made Hits                                  | 11 | HMV CLP 3559               |
| 21 октября 1966  | As Is                                           | 22 | Fontana TL/STL 5377        |
| 13 января 1967   | Soul of Mann                                    | 40 | HMV CLP/CSD 3594           |
| 23 февраля 1968  | Up the Junction (Original Soundtrack Recording) | -  | Fontana TL/STL 546023/2/68 |
| 16 марта 1968    | What a Mann                                     | -  | Fontana SFL 13003          |
| 28 June 1968     | Mighty Garvey!                                  | -  | Fontana TL/STL 5470        |

### Долгоиграющие диски (US)
| Дата выпуска     | Заголовок                                       | US  | Каталоговый номер                |
| ---------------- | ----------------------------------------------- | --- | -------------------------------- |
| 17 сентября 1964 | The Manfred Mann Album                          | 35  | Ascot ALM 13015/ALS 16015        |
| 8 февраля 1965   | The Five Faces of Manfred Mann                  | 141 | Ascot ALM 13018/ALS 16018        |
| 13 сентября 1965 | My Little Red Book of Winners!                  | -   | Ascot ALM 13021/ALS 15021        |
| 5 ноября 1965    | Mann Made                                       | -   | Ascot ALM 13024/ALS 16024        |
| 19 июля 1966     | Pretty Flamingo                                 | -   | United Artists UAL 3549/UAS 6549 |
| 13 октября 1966  | Manfred Mann’s Greatest Hits                    | -   | United Artists UAL 3551/UAS 6551 |
| 11 марта 1968    | Up the Junction (Original Soundtrack Recording) | -   | Mercury SR 61159                 |
| 6 May 1968       | The Mighty Quinn                                | -   | Mercury SR 61168                 |

### Синглы
| год  | название                                                                                      | позиция в чартах | позиция в чартах | позиция в чартах | позиция в чартах | позиция в чартах | позиция в чартах | позиция в чартах | позиция в чартах | позиция в чартах | позиция в чартах | альбом (UK)                                         | альбом (US)                                      |
| год  | название                                                                                      | UK               | AU               | AT               | CA               | GE               | NL               | NO               | SE               | US               | NZ               | альбом (UK)                                         | альбом (US)                                      |
| ---- | --------------------------------------------------------------------------------------------- | ---------------- | ---------------- | ---------------- | ---------------- | ---------------- | ---------------- | ---------------- | ---------------- | ---------------- | ---------------- | --------------------------------------------------- | ------------------------------------------------ |
| 1963 | "Why Should We Not?" b/w "Brother Jack"                                                       | —                | —                | —                | —                | —                | —                | —                | —                | —                | —                | A: — B: Soul Of Mann                                | A: — B: My Little Red Book Of Winners!           |
| 1963 | "Cock-a-Hoop" b/w "Now You're Needing Me"                                                     | —                | —                | —                | —                | —                | —                | —                | —                | —                | —                | —                                                   | —                                                |
| 1964 | "5-4-3-2-1" b/w "Without You"                                                                 | 5                | 79               | —                | —                | —                | —                | —                | —                | —                | —                | A: Mann Made Hits B: The Five Faces Of Manfred Mann | A: — B: The Manfred Mann Album                   |
| 1964 | "Hubble Bubble Toil and Trouble" b/w "I'm Your Kingpin"                                       | 11               | —                | —                | —                | —                | —                | —                | —                | —                | —                | A: — B: The Five Faces Of Manfred Mann              | The Five Faces Of Manfred Mann                   |
| 1964 | "Do Wah Diddy Diddy" b/w "What You Gonna Do?"                                                 | 1                | 2                | —                | 1                | 4                | 6                | 4                | 1                | 1                | —                | A: Mann Made Hits B: The Five Faces Of Manfred Mann | The Manfred Mann Album                           |
| 1964 | "Sha-La-La" b/w "John Hardy"                                                                  | 3                | 52               | —                | 12               | 36               | 38               | 7                | 6                | 12               | —                | Mann Made Hits                                      | The Five Faces of Manfred Mann                   |
| 1965 | "Come Tomorrow" b/w "What Did I Do Wrong?"                                                    | 4                | 24               | —                | 20               | —                | —                | —                | —                | 50               | —                | A: Mann Made Hits B: —                              | A: The Five Faces Of Manfred Mann B: —           |
| 1965 | "Oh No, Not My Baby" b/w "What Am I Doing Wrong?"                                             | 11               | 67               | —                | —                | —                | —                | —                | —                | —                | —                | A: Mann Made Hits B: —                              | A: My Little Red Book Of Winners! B: —           |
| 1965 | "My Little Red Book" b/w "What Am I Doing Wrong?"                                             | —                | 26               | —                | —                | —                | —                | —                | —                | 124              | —                | —                                                   | A: My Little Red Book Of Winners! B: —           |
| 1965 | "If You Gotta Go, Go Now" b/w UK: "Stay Around" US: "The One In The Middle"                   | 2                | 4                | —                | —                | —                | —                | —                | 7                | —                | —                | A: Mann Made Hits UK and US B: —                    | A & UK B: — US B: My Little Red Book of Winners! |
| 1965 | "Hi Lili, Hi Lo" b/w UK: "You Don't Know Me" US: "She Needs Company"                          | —                | 19               | —                | —                | —                | —                | —                | —                | —                | —                | A and UK B: Mann Made US B: —                       | A and UK B: Mann Made US B: —                    |
| 1966 | "Pretty Flamingo" b/w "You're Standing By"                                                    | 1                | 3                | —                | 2                | 12               | 15               | 3                | 6                | 29               | 1                | A: Mann Made Hits B: —                              | Pretty Flamingo                                  |
| 1966 | "You Gave Me Somebody to Love" b/w "Poison Ivy"                                               | 36               | 98               | —                | —                | —                | —                | —                | —                | —                | —                | —                                                   | My Little Red Book Of Winners!                   |
| 1966 | "Just Like a Woman" b/w "I Wanna Be Rich"                                                     | 10               | 24               | —                | —                | —                | —                | —                | 1                | 101              | 3                | A: As Is B:—                                        | —                                                |
| 1966 | "When Will I Be Loved" b/w "Do You Have To Do That"                                           | —                | —                | —                | —                | —                | —                | —                | —                | —                | —                | —                                                   | A: — B: Pretty Flamingo                          |
| 1966 | "Semi-Detached Suburban Mr. James" b/w UK: "Morning After The Party" US: "Each And Every Day" | 2                | 32               | —                | —                | 16               | 18               | —                | 11               | —                | 3                | A: — UK B: As Is US B: Mighty Garvey                | A and US B: The Mighty Quinn UK B: —             |
| 1967 | "Ha! Ha! Said the Clown" b/w "Feeling So Good"                                                | 4                | 11               | 1                | —                | 1                | 1                | 2                | 5                | —                | 2                | A: Mighty Garvey B: What A Mann                     | A: The Mighty Quinn B: —                         |
| 1967 | "Sweet Pea" b/w "One Way"                                                                     | 36               | —                | —                | —                | —                | —                | —                | —                | —                | 15               | What A Mann                                         | —                                                |
| 1967 | "So Long, Dad" b/w "Funniest Gig"                                                             | —                | —                | —                | —                | —                | —                | —                | —                | —                | 8                | What A Mann                                         | —                                                |
| 1968 | "Mighty Quinn" b/w "By Request - Edwin Garvey"                                                | 1                | 8                | 4                | 3                | 1                | 2                | 2                | 1                | 10               | 1                | A: Mighty Garvey B: —                               | A: The Mighty Quinn B: —                         |
| 1968 | "My Little Red Book" b/w "I Can't Believe What You Say"                                       | —                | —                | —                | —                | —                | —                | —                | —                | —                | —                | —                                                   | My Little Red Book Of Winners!                   |
| 1968 | "(Theme from) Up the Junction" b/w "Sleepy Hollow"                                            | —                | —                | —                | —                | —                | 18               | —                | —                | —                | —                | A: "Up The Junction" B: —                           | A: "Up The Junction" B: —                        |
| 1968 | "My Name is Jack" b/w "There Is A Man"                                                        | 8                | 7                | 1                | 27               | 7                | 16               | —                | —                | 104              | 10               | —                                                   | —                                                |
| 1968 | "Fox on the Run" b/w "Too Many People"                                                        | 5                | 7                | 13               | 97               | 7                | —                | 6                | 10               | 97               | 1                | —                                                   | —                                                |
| 1969 | "Ragamuffin Man" b/w "A "B" Side"                                                             | 8                | 18               | 11               | —                | 19               | —                | —                | —                | —                | 5                | —                                                   | —                                                |